# Dombeya mandenensis
Dombeya mandenensis är en malvaväxtart som beskrevs av Arenes. Dombeya mandenensis ingår i släktet Dombeya och familjen malvaväxter. Inga underarter finns listade i Catalogue of Life.